# Ernst Wichert

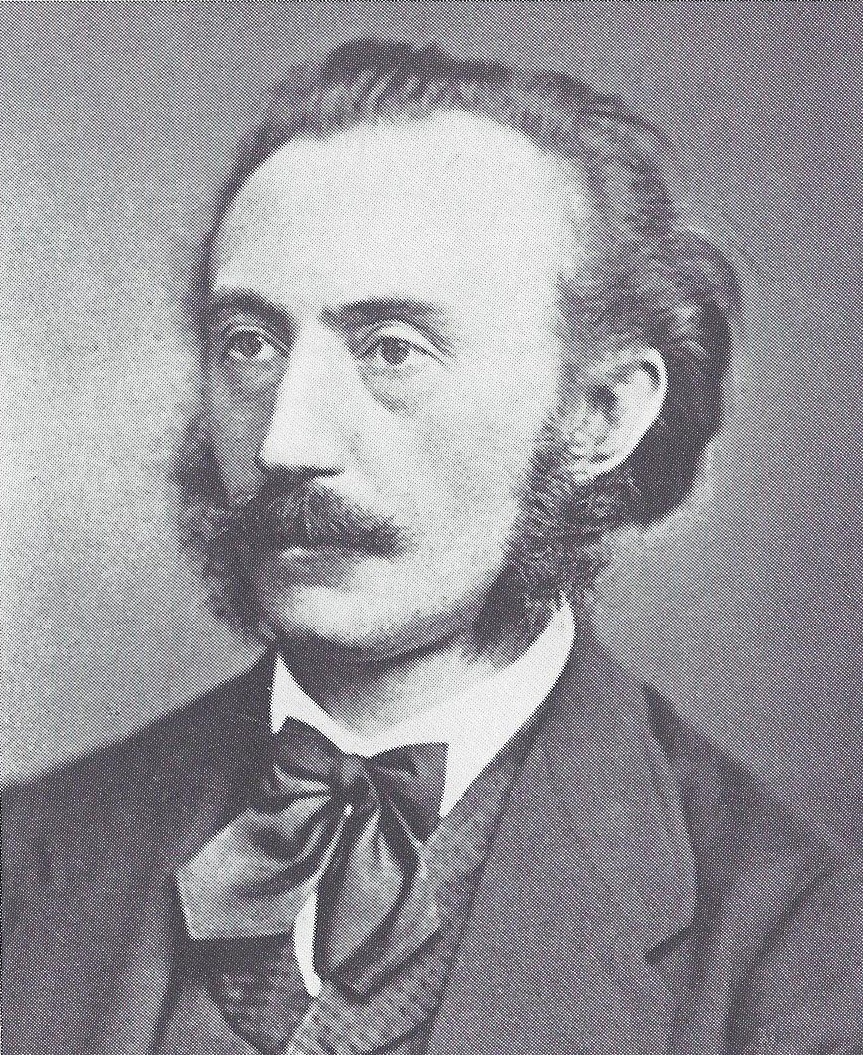
Ernst Wichert (um 1875)

Ernst Alexander August George Wichert (* 11. März 1831 in Insterburg, Ostpreußen; † 21. Januar 1902 in Berlin) war ein deutscher Schriftsteller und Jurist.

## Leben
Ernst Wichert, Sohn eines Juristen, besuchte die Realschule in Pillau und später das Kneiphöfische Gymnasium in Königsberg. Als Student der Rechtswissenschaft an der Albertus-Universität Königsberg wurde er 1851 Mitglied der progressistischen Burschenschaft Palmburgia. Nach der Assessorenzeit in Memel wurde er 1860 Kreisrichter in Prökuls (jetzt in Litauen). Drei Jahre später kam er als Stadtrichter nach Königsberg zurück, wo er 1877 (nach anderen Quellen 1879) Oberlandesgerichtsrat am Oberlandesgericht Königsberg wurde und die Ehrendoktorwürde erhielt. Ab dem Dreikaiserjahr 1888 war Wichert  Kammergerichtsrat in Berlin. 1896 ging er als Geheimer Justizrat in Pension. Ernst Wichert starb in Berlin und wurde auf dem Alten Zwölf-Apostel-Kirchhof beigesetzt.
Der Dichterjurist – bekannt als „Dichter und Richter“ – war Mitherausgeber der Altpreußischen Monatsschrift und Mitbegründer der Deutschen Genossenschaft dramatischer Autoren und Komponisten, die 1871 in Leipzig ins Leben gerufen wurde. Später in Verband Deutscher Bühnenschriftsteller umbenannt, firmiert der älteste überregionale Autorenverband in Deutschland heute als Dramatiker-Union.
Seine Tochter Anna Wichert (* 1865) heiratete 1887 den Indologen Richard Garbe, damals Professor in Königsberg und später in Tübingen.

## Werke

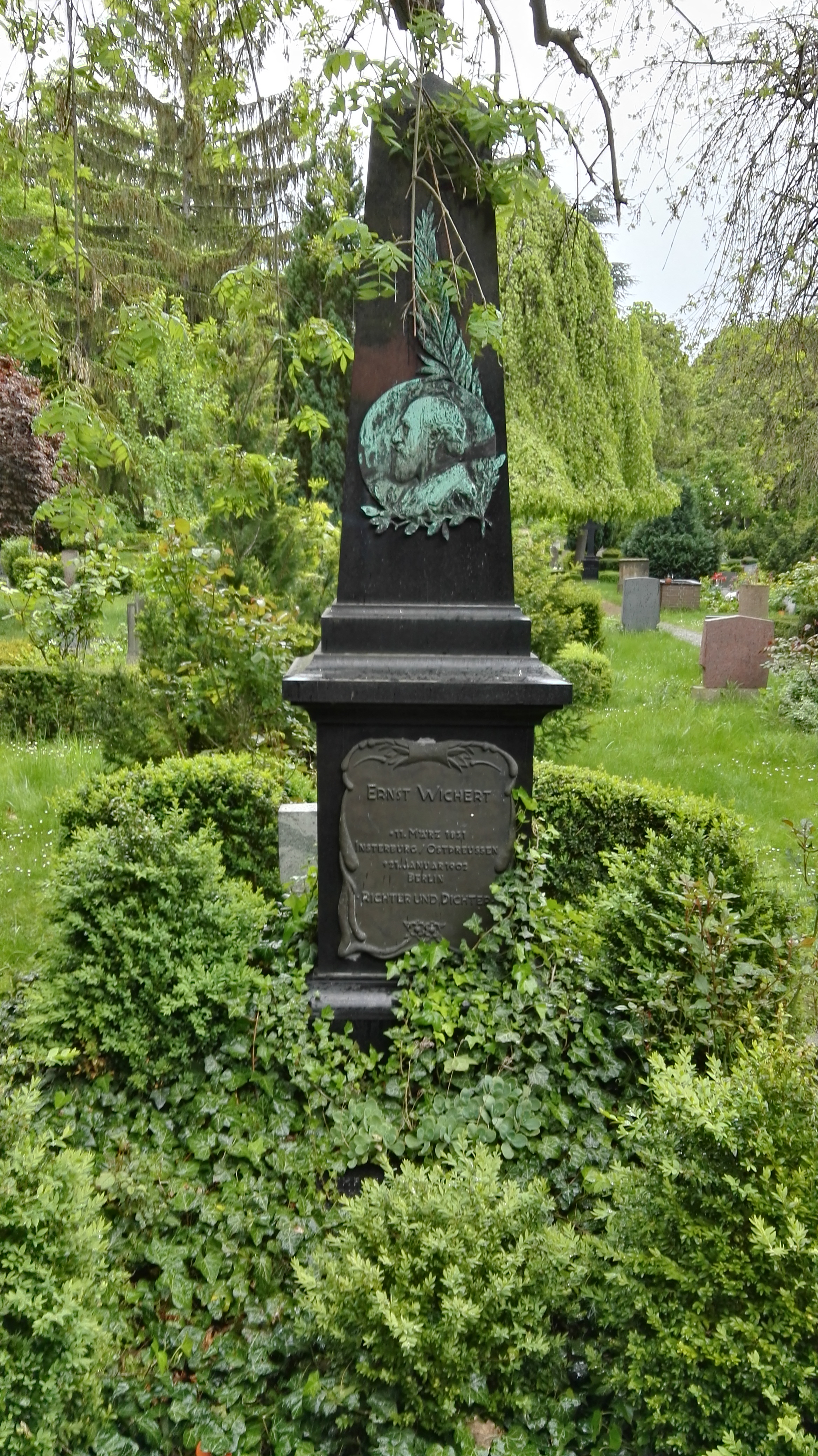
Wicherts Grab in Berlin

Wichert hat 34 Bühnenwerke, 28 Romane und 15 großenteils mehrbändige Novellen-Sammlungen veröffentlicht.
Seine Kenntnisse der sozialen Wirklichkeit im Deutschen Kaiserreich und seine Erlebnisse und Erfahrungen aus dem Gerichtsalltag flossen in seine Werke ein. In den Litauischen Geschichten erzählt Wichert vom Leben und Existenzkampf der Fischer und Landleute.
In seinen Bühnenstücken und Prosaarbeiten entsprach er dem Bedürfnis des wilhelminischen Bürgertums nach Bestätigung seiner Werte und des Glaubens an die Zukunft des Deutschen Kaiserreichs. Sie bilden ein kulturhistorisch authentisches Bild des 19. Jahrhunderts.
In Theodor Fontanes Effi Briest ist es Wicherts Stück Ein Schritt vom Wege, das kurz vor Weihnachten als Laiendarstellung unter der Regie von Crampas und mit Effi in der Hauptrolle aufgeführt wird – der Titel deutet also die Romanhandlung bereits an. Gustaf Gründgens nannte seine Effi-Briest-Verfilmung von 1939 Der Schritt vom Wege.

### Theaterstücke
- Unser General York. Vaterländisches Schauspiel in fünf Akten. Decker, Berlin 1858. (Digitalisat)
- Der Withing von Samland. Eine Tragödie in 5 Akten. Decker, Berlin 1860. (Digitalisat)
- Licht und Schatten. Schauspiel in fünf Akten. Decker, Berlin 1861. (Digitalisat)
- Der Narr des Glücks. Lustspiel in fünf Akten. Landvogt, Wien 1869. (Digitalisat)
- Ein Schritt vom Wege. Schauspiel in fünf Aufzügen. Reclam, Leipzig 1871. (Digitalisat) UA 16. November 1871 am Stadttheater Königsberg; eine limitierte Neuausgabe mit Materialien zu Leben und Werk erschien 1999 im Baltica Verlag (Flensburg). ISBN 3-934097-05-7
- Die Realisten. Lustspiel in vier Akten. Dalkowski, Königsberg 1873. (Digitalisat)
- Biegen oder Brechen. Lustspiel in vier Aufzügen. Reclam, Leipzig 1874. (Digitalisat)
- An der Majorsecke. Lustspiel in einem Aufzug. Reclam, Leipzig 1875. (Digitalisat)
- Die Frau für die Welt. Schauspiel in fünf Aufzügen. Dalkowski, Königsberg 1875. (Digitalisat) (bereits in der Spielzeit 1874/75 am Stadttheater Königsberg aufgeführt)
- Moritz von Sachsen. Trauerspiel in 5 Acten. Janke, Berlin 1873. (Digitalisat) UA 6. Dezember 1876 am Stadttheater Königsberg
- Der Freund des Fürsten. Lustspiel in vier Aufzügen. Reclam, Leipzig 1879. (Digitalisat)
- Peter Munk. Volksschauspiel in vier Aufzügen und einem Vorspiel. Reclam, Leipzig 1882. (Digitalisat)
- Aus eigenem Recht. Vaterländisches Schauspiel in 5 Aufzügen. Reißner, Leipzig 1893.
- Im Dienst der Pflicht. Schauspiel in vier Aufzügen. Reißner, Dresden und Leipzig 1896. (Digitalisat)

### Romane, Erzählungen, Novellen
- Aus anständiger Familie, Roman in drei Bänden. Janke, Berlin 1866
- Schuster Lange, Novelle, 1873 in der Gartenlaube erschienen
- Ein kleines Bild, Erzählung aus der Zeit des deutsch-französischen Krieges, 1875 in der Gartenlaube erschienen
- Novelliertes Lustspiel, 1876 in der Gartenlaube erschienen
- Nur Wahrheit, Novelle, 1876 in der Deutschen Rundschau erschienen
- Gebunden. Erzählung, 1878 in der Gartenlaube erschienen
- Heinrich von Plauen. Historischer Roman, Reissner, Leipzig 1886
- Litauische Geschichten. Reissner, Leipzig 1881. Neuausgabe Berlin 2018, ISBN 978-3-7437-2505-8 (Digitalisat)
- Aus dem Leben. Erzählungen. 2 Bände. Reissner, Leipzig 1882
- Unter einer Decke. Novellen. Reissner, Leipzig 1883
- Die Braut in Trauer, 1883 in der Gartenlaube erschienen
- Der Bürgermeister von Thorn, Roman, 1886[6] Neuausgabe 2015. (Digitalisat)
- Der Große Kurfürst in Preußen. Vaterländischer Roman in 2 Bänden. Band 1: Konrad Born; Band 2: Der Schöppenmeister. Reissner, Leipzig 1887
- Eine Beichte, Novelle, 1891 in der Gartenlaube erschienen
- „Elsa“. Eine Ehestandstragödie in Briefen, 1893 in der Gartenlaube erschienen
- Ansas und Grita. In: Deutscher Novellenschatz. Hrsg. von Paul Heyse und Hermann Kurz. Bd. 14. 2. Aufl. Berlin, [1910], S. 195–300. In: Weitin, Thomas (Hrsg.): Volldigitalisiertes Korpus. Der Deutsche Novellenschatz. Darmstadt/Konstanz 2016 (Digitalisat und Volltext im Deutschen Textarchiv)

### Autobiografie
- Richter und Dichter. Ein Lebensausweis. Schuster & Loefler, Berlin 1899. (Digitalisat), (Digitalisat)

### Verfilmungen
- Elzes Leben (Elzė iš Giljos), nach der Erzählung Der Schaktarp (Lit-D, 1999), unter der Regie von Algimantas Puipa, mit Eglė Jaselskytė, Aušra Venckunaitė u. a.

## Ehrung
Nach ihm wurde die Wichertstraße im Berliner Stadtteil Prenzlauer Berg benannt.